# Pięcioraczki Dionne

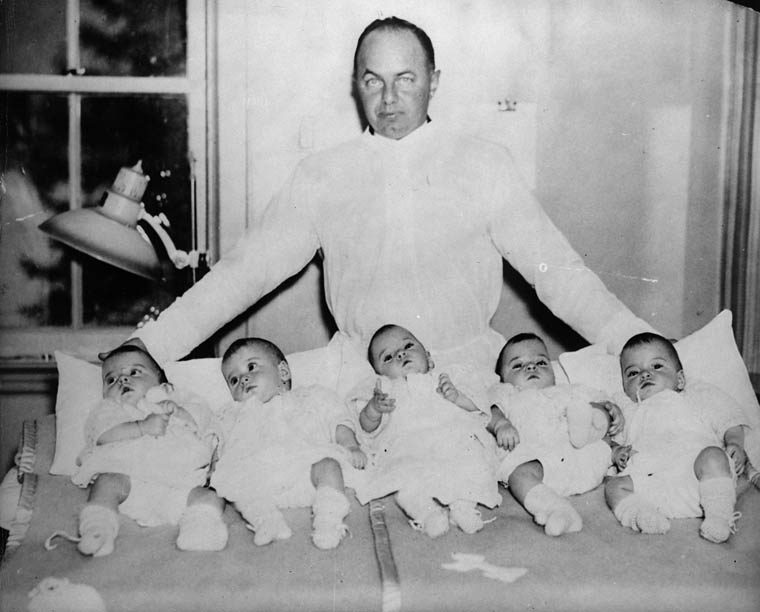
Premier Ontario, Mitchell Hepburn z siostrami Dionne, rok 1934

Pięcioraczki Dionne (ur. 28 maja 1934 w Callander, w Kanadzie) – pierwsze pięcioraczki, które przeżyły okres niemowlęcy. Dziewczynki urodziły się w 7. miesiącu ciąży.

## Pięcioraczki
Pięcioraczki jednojajowe (w kolejności urodzenia):
- Yvonne Edouilda Marie Dionne (zmarła 23 czerwca 2001 w wieku 67 lat na nowotwór złośliwy)
- Annette Lillianne Marie Dionne-Allard
- Cécille Marie Emilda Dionne-Langois (zmarła 28 lipca 2025 w wieku 91 lat[2])
- Émilie Marie Jeanne Dionne (zmarła 6 sierpnia 1954 w wieku 20 lat na epilepsję)
- Marie Reine Alma Dionne-Houle (zmarła 27 lutego 1970 w wieku 35 lat w Montrealu na zakrzep mózgu)

## Życiorys
Ich matka – Elzire Dionne (1909-1986) i ojciec – Oliva (1903-1979) wzięli ślub 15 września 1926. Oprócz pięcioraczek Elzire i Oliva mieli jeszcze pięcioro dzieci: Ernesta (1926-1995), Rose Marie (1928-1995), Therese (ur. w 1929), Daniela (1932-1995) i Pauline (ur. 1933). Jedenaście miesięcy po urodzeniu Pauline urodziły się siostry Dionne. Elzire i Oliva mieli również szóstego syna, Léo (ur. 1930), który zmarł na zapalenie płuc zaraz po urodzeniu. Mieli także trzech synów urodzonych po pięcioraczkach: Olivę młodszego (ur. 1936), Victora (1938-2007) i Claude (ur. 1946).